# Serjania faveolata
Serjania faveolata är en kinesträdsväxtart som beskrevs av Ludwig Radlkofer. Serjania faveolata ingår i släktet Serjania och familjen kinesträdsväxter. Inga underarter finns listade i Catalogue of Life.